# Tour Birger Jarl
La tour Birger Jarl est un bâtiment situé sur l'îlot Riddarholmen dans le centre historique de Stockholm en Suède. Elle a été construite au XVIe siècle.

## Histoire
La tour Birger Jarl est une tour défensive qui fait partie des fortifications construites par Gustav Vasa aux environs de 1530. Elle est, avec la tour sud du palais de Wrangel, le seul élément visible conservé des remparts qui entouraient la ville de Stockholm au Moyen Âge.
La tour Birger Jarl a un diamètre de 12,9 m et une hauteur hors toit de 14,4 m du côté qui fait face au lac Mälar. Elle compte trois étages. À l'origine, elle est ornée de créneaux, qui sont remplacés lors de travaux de rénovation sous le règne du roi Jean III. Dans les années 1750, elle fait une nouvelle fois l'objet de travaux de reconstruction et de rénovation, et c'est alors que le toit prend son aspect actuel. En 1953, les intérieurs sont rénovés à leur tour. Sous la responsabilité de l'administration des biens immobiliers de l'État, le bâtiment est repeint en 1995, et rénové une nouvelle fois en 2006. Avec la maison de l'Överkommissarie, la tour Birger Jarl sert aujourd'hui de siège à la chancellerie de justice.
Malgré son nom, la tour n'a pas de connexion avec Birger Jarl, le fondateur de la ville de Stockholm, qui a vécu au XIIIe siècle, environ 300 ans avant sa construction. Ce nom, et le mythe selon lequel la tour est le plus ancien monument de Stockholm, remontent au XVIIIe siècle. Des recherches conduites en 1917 ont montré que la tour est constituée de briques d'un format inhabituel, identique à celui des briques utilisées pour la construction du couvent Sainte-Claire, démoli en 1527. On a aussi pu montrer que les briques avaient déjà servi, et on a retrouvé les traces d'un revêtement mural différent de celui de la tour. Il est donc vraisemblable que la tour Birger Jarl a été construite avec les briques récupérées lors de la démolition du couvent Sainte-Claire, sur une période de deux ans, à partir de l'automne 1527.

## Représentations historiques
Les deux tours de fortification de l'îlot Riddarholmen, la tour Birger Jarl et la tour sud du palais de Wrangel, apparaissent sur une gravure de Frans Hogenberg qui remonte aux années 1570. À la pointe nord de l'îlot, on voit la tour Birger Jarl, d'où partent des remparts vers le nord-ouest et le sud. Les remparts nord-ouest constituent aujourd'hui une partie de la façade sud de la maison de l'Överkommissarie. Derrière la butte, on aperçoit le haut de la tour sud. Au XVIe siècle, les deux tours étaient situées sur la rive du lac Mälar, mais en raison du rebond post-glaciaire, elles en sont à présent un peu éloignées.
Entre les deux tours, le long de la rive, se trouve une rangée de maisons en bois. Le grand bâtiment rouge est l'église de Riddarholmen, tandis que le rocher au milieu du lac est l'actuel îlot de Strömsborg. Les maisons au premier plan sont situées dans le quartier de Norrmalm.

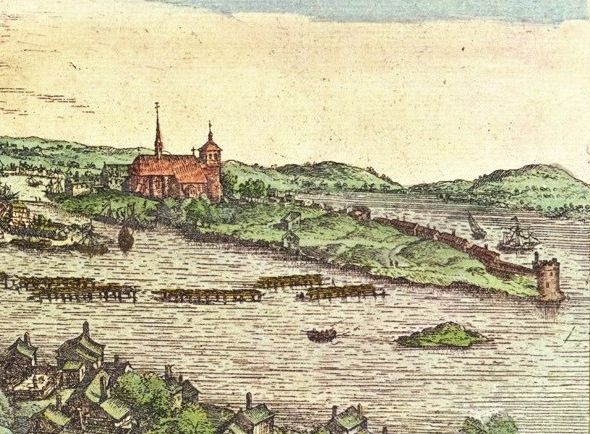
La tour Birger Jarl (tout au bout à droite) dans les années 1570, gravure de Frans Hogenberg.
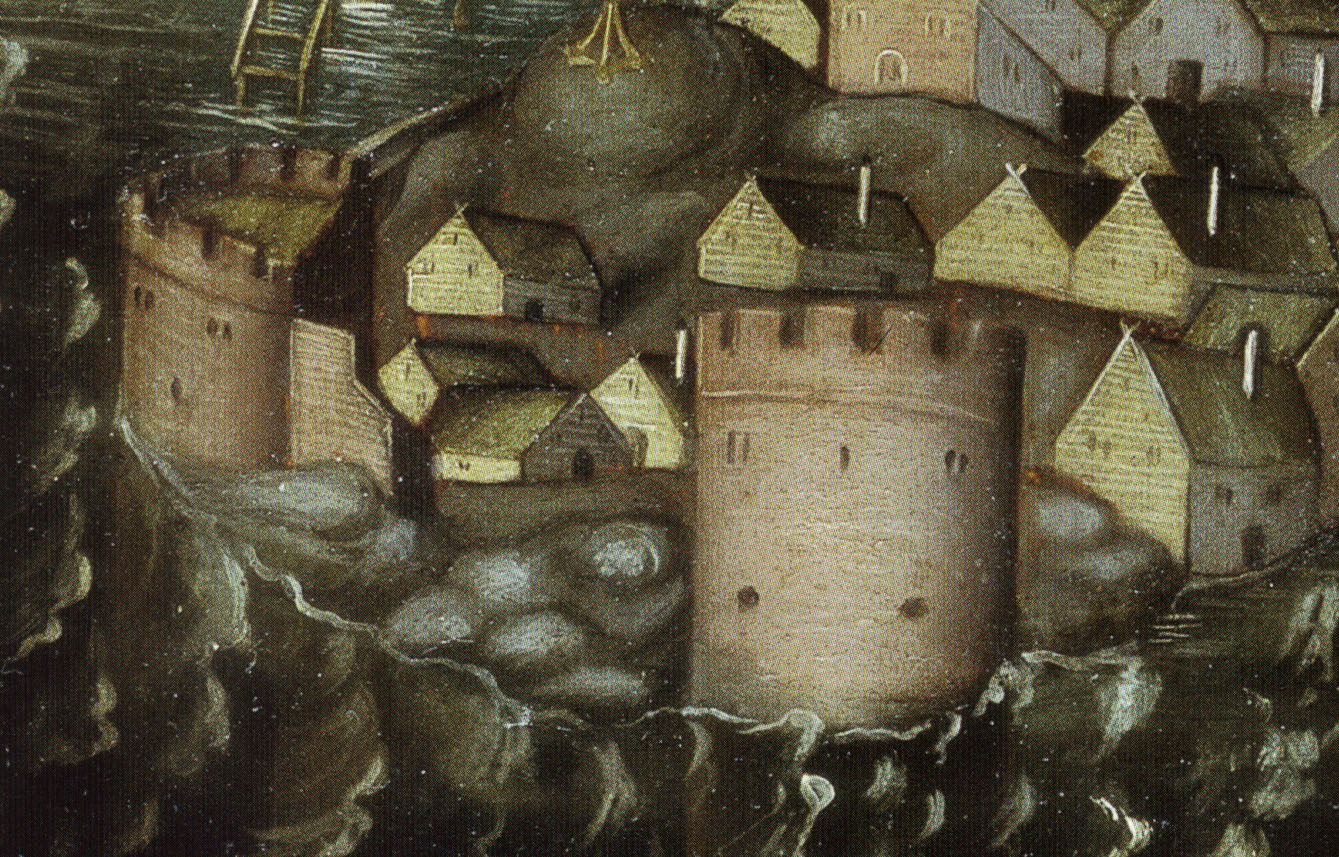
La tour Birger Jarl (à gauche) en 1535, détail du Vädersolstavlan.

## Détails

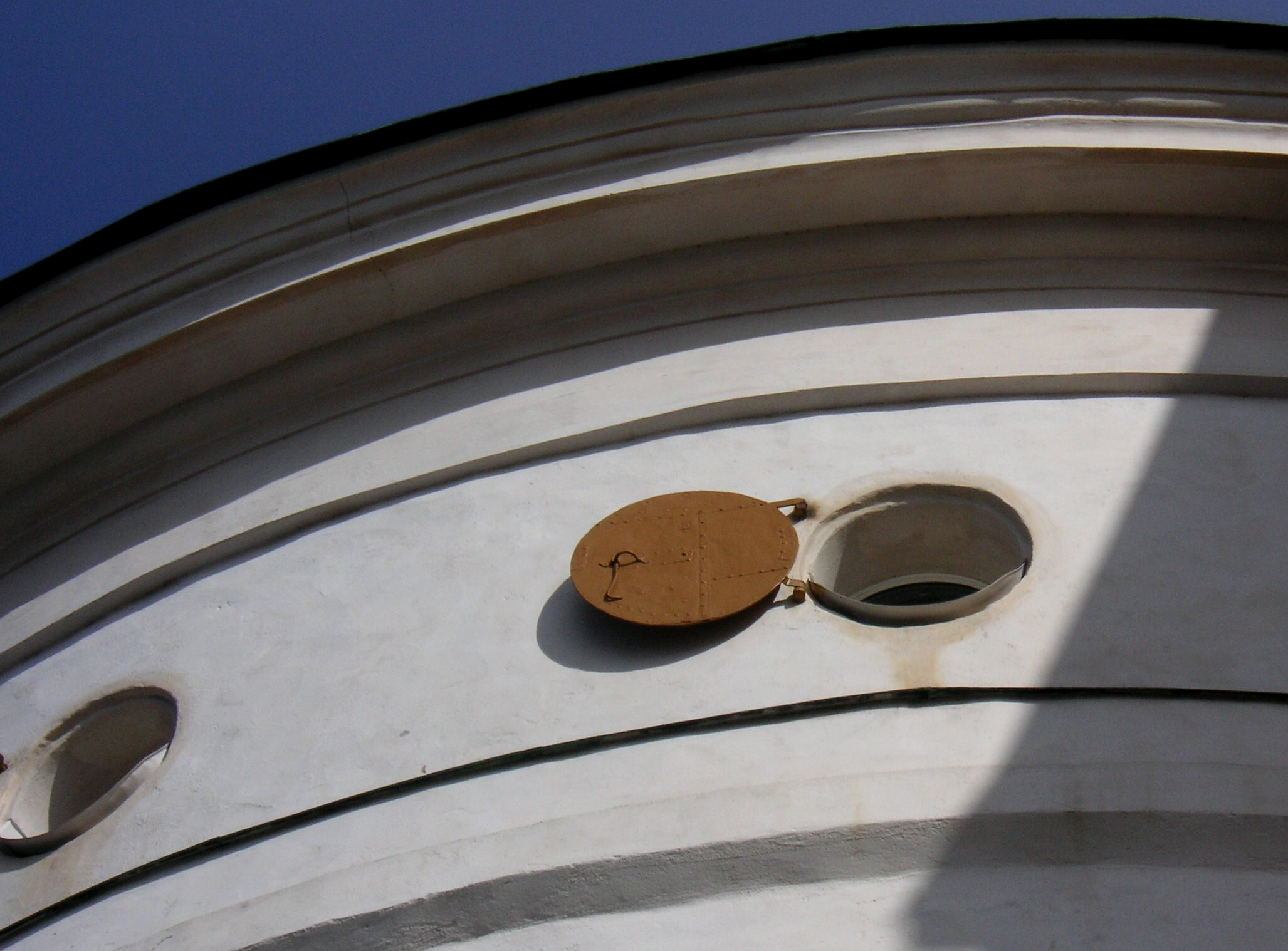
Le sommet de la tour a été modifié dans les années 1750. Le toit était auparavant conique.
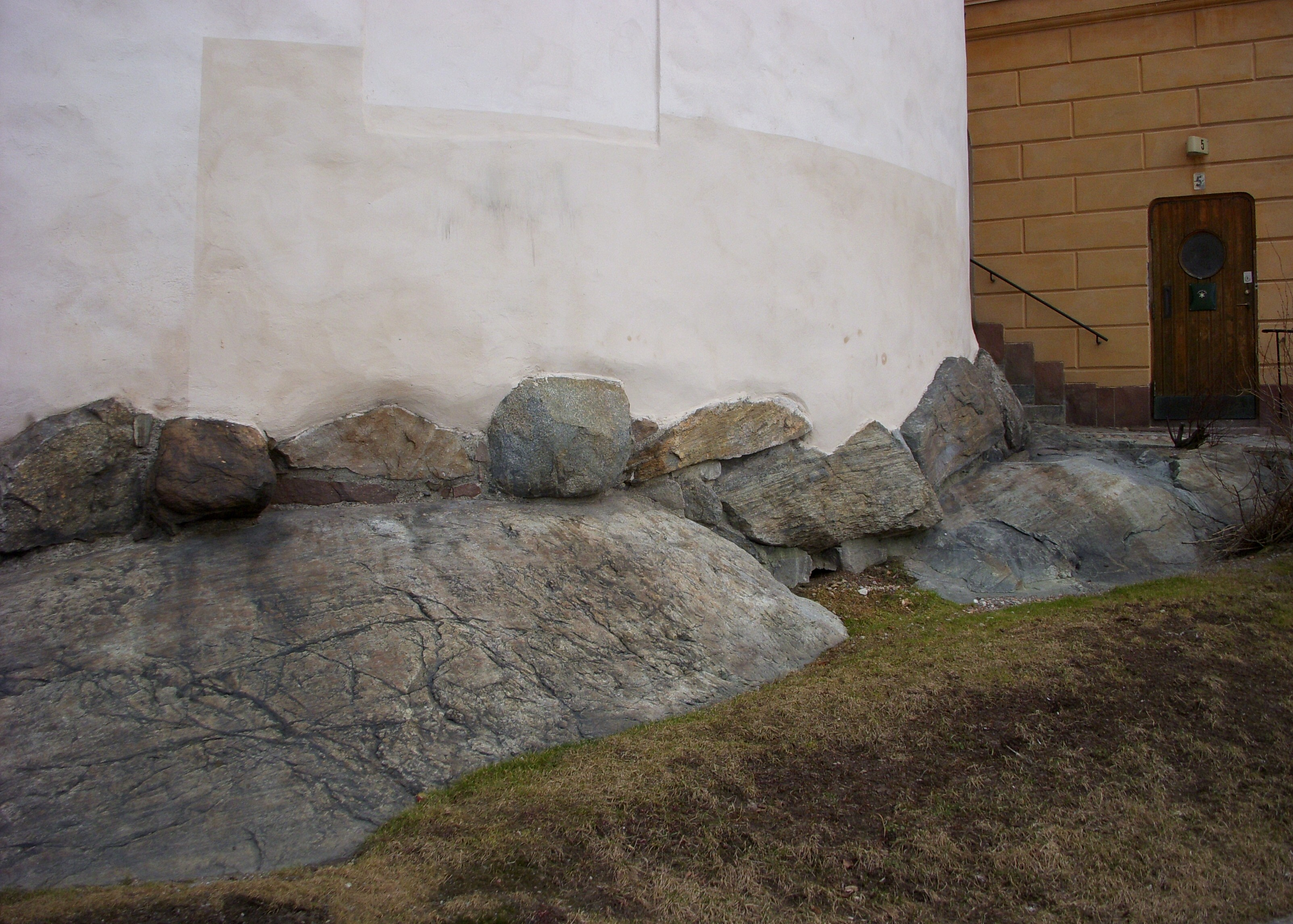
Au XVIe siècle, le socle de la tour émergeait des eaux du lac Mälar.
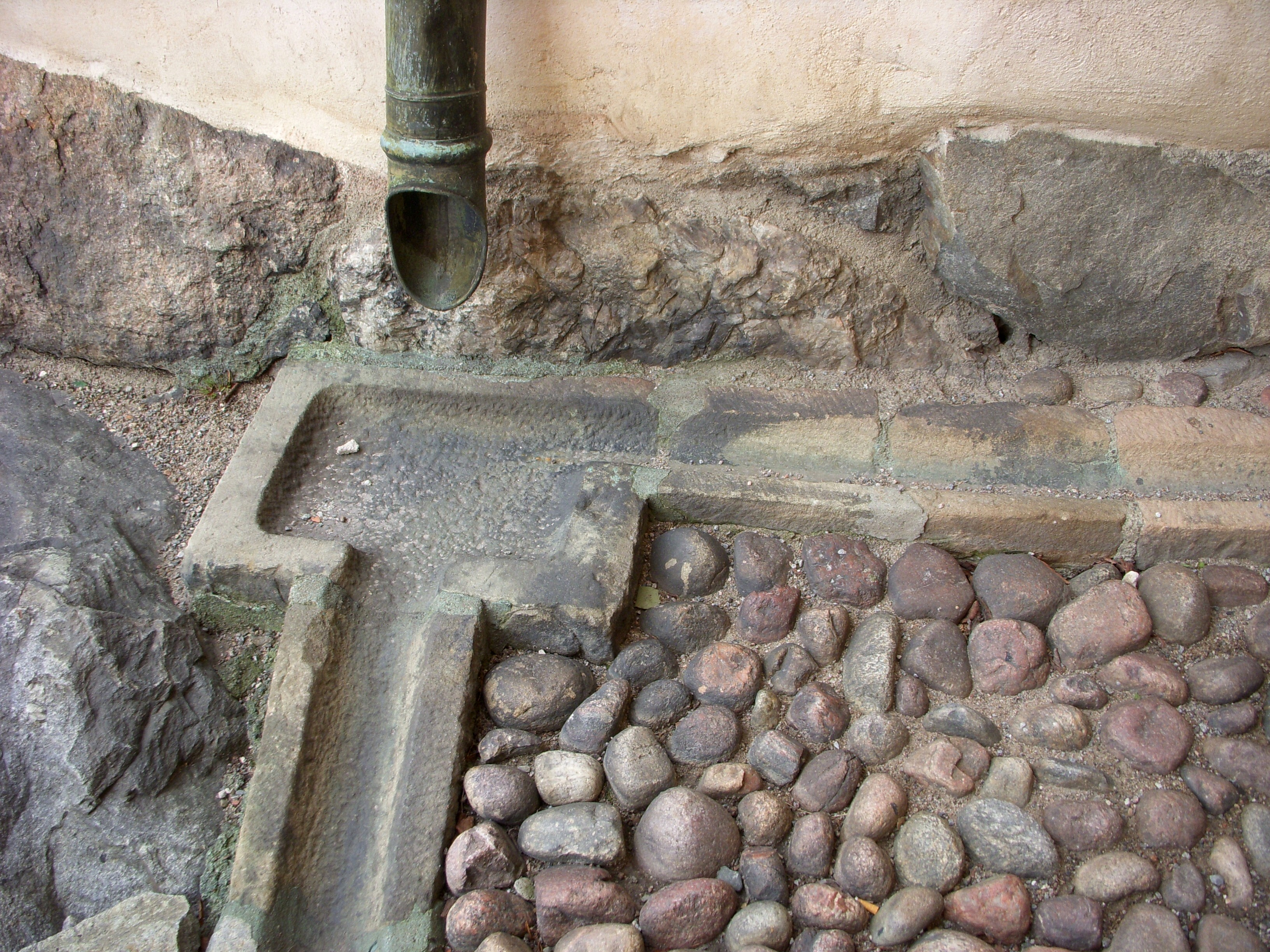
Le socle de la tour.